# قانون روماني
القانون الروماني هو مجموعة القواعد القانونية التي وضعت في مدينة روما الإيطالية بدءاً من قانون الألواح الاثني عشر ووصولاً إلى مجموعات القوانين التي وضعت في عصر المسيحية في روما والتي كانت أساساً لنظام القانون المدني الشائع في معظم دول العالم الآن، وكما أسلفنا يرجع أصل القانون الروماني إلى قانون الألواح الإثني عشر الروماني الذي وضع عام 450 ق.م.

## نبذة عن قانون الألواح الإثني عشر
نشب في هذه الفترة توتر في العلاقة بين الأشراف والعامة بسبب احتكار الأشراف للسلطة وتوليهم مقاليد الأمور في البلاد بما فيها القضاء حيث احتكروا علمهم بالقواعد القانونية غير المكتوبة آنذاك وأخذوا يتحكمون في العامة بشتى الطرق والوسائل ويغيرون تفسير القواعد غير المكتوبة من حين لآخر مستغلين جهل العامة وعدم درايتهم بتلك القواعد مما دفع العامة للثورة على هؤلاء الأشراف والمطالبة بتدوين وكتابة تلك القواعد القانونية، وقد ظل العامة يصارعون من أجل هذه الغاية قرابة عشر سنوات في ظل تعنت الأشراف ولكنهم نجحوا في النهاية في عام 452ق.م حينما تكونت لجنة من عشرة أعضاء من الأشراف لصياغة تلك القواعد القانونية بصورة مكتوبة، ولكن قبل أن تبدأ هذه اللجنة عملها شُكِلَت بعثة من ثلاثة أعضاء وإرسالها إلى اليونان للاستفادة من قانوني صولون ودراكون المكتوبين ونقل ما يتوافق مع أحوال روما منهما، وبالفعل في العام التالي 451 ق.م عادت البعثة وبدأت لجنة العشرة عملها حيث أُعطوا كافة السلطات التشريعية والقضائية والتنفيذيه والحربية لمدة عام وعطلت كل تلك السلطات عن الملك لمدة عام واحد حتى تستطيع اللجنة أن تقوم بعملها دون ضغوط من أي جهة. وبعد أن انقضى العام لم تستطع اللجنة سوى وضع عشرة ألواح فقط فعرضت على مجلس الشعب وحصلت الموافقة عليها ومن ثم نشرها، وفي العام التالي تشكلت لجنة أخرى من عشرة أعضاء تضم ثلاثة من العامة، ووضع لوحين آخرين ونشرا في ساحة القضاء في روما، ولهذا أطلق عليه قانون الألواح الإثني عشر.
بمرور السنوات بدأ قانون الألواح الإثني عشر يتغير خاصة بعد ظهور الإمبراطورية الرومانية واتساعها حيث شملت معظم مدن العالم المتمدن في ذلك الوقت حتى وصل في النهاية إلى ما أطلق عليهِ القانون الروماني. ولما كان قانون الألواح الإثني عشر يعيبه بعض الأمور التي حالت دون إمكانية الاستمرار في العمل به، مثل كونه قانون معقد وكثير الشكليات والرسميات حيث كان العقد لا ينفذ إلا باتخاذ إجراءات شكلية صارمة وإلا بطل العقد بطلاناً مطلقاً ومن هذه الإجراءات : الإشهاد والدعوى الصورية. كما كان القانون يتسم بقسوة أحكامه ومبادئه فكان يجيز للدائن أن يقتل مدينهِ المعسر إذا حل أجل الوفاء ولم يُوفى بالدين! وبناء على ذلك فقد مر قانون الألواح الإثني عشر بتطورات ضخمة شملت ظهور قانون الشعوب على يد الحاكم القضائي المختص بمنازعات الأجانب (البريتور).

## نبذة عن قانون الشعوب
قانون الشعوب هو مرحلة جديدة من التطور الذي طرأ على القانون الروماني، فبعد أن اتسعت الإمبراطورية الرومانية وازداد أعداد الأجانب سواء اللاتينيين الذين يعيشون في إيطاليا أو بقية الشعوب والأمم التي حكمتها الإمبراطورية، أصبح قانون الألواح الإثني عشر غير صالح لحكم هذهِ الشعوب المختلفة ذات العادات والتقاليد والطباع المتباينة، ولذلك نشأت وظيفة الحاكم القضائي المختص بالفصل في منازعات الأجانب وسمي (البريتور) وبدأ البريتور باستخدام الحيلة القضائية في تطوير القانون الروماني ومحاولة تخفيف أحكامه الغليظة القاسية فظهر ما يسمى بقانون الشعوب وهو القانون الذي كان يستخدمه البريتور للفصل في منازعات الأجانب وكان هذا القانون يعتمد على ثلاث مصادر رئيسية هي: القانون الروماني بعد تخليه عن الشكليات والرسميات، والقانون اليوناني الخالي من الشكليات وكذلك مبادئ العدالة والقانون الطبيعي. بعد ذلك بدأ القانون الروماني نفسه يندمج مع قانون الشعوب ويأخذ منه بعض المبادئ مثل مبدأ افتراض حسن النية في المعاملات.وقد ظل قانون الشعوب والقانون الروماني قائمين معاً في هذه الفترة يطور كل منهما الآخر إلى أن دخلت المسيحية للإمبراطورية الرومانية وأخذت تحدث تأثيرات متعددة ومتنوعة على القانون الروماني وإن اختلف المؤرخون حول مدى تأثير المسيحية في القانون الروماني.

## أثر المسيحية في القانون الروماني
اختلف الباحثون والمؤرخون حول مدى التأثير الذي أحدثته المسيحية على القانون الروماني، فيتجه بعضاً منهم إلى أن الديانة المسيحية لم تؤثر في القانون الروماني تأثيراً كبيراً فهي لم تلغ عادة الطلاق التي كانت منتشرة في روما في هذه الفترة رغم أن تعاليم المسيحية تعتبر الزواج رابطة مقدسة لا يجب أن تنتهي، كما أنها لم تلغ نظام الرق رغم أنها ديانة تدعو للتسامح والمساواة، ولهذا استند بعض المؤرخين إلى مثل هذه الأسباب للقول بأن الفلسفة الرواقية والتطور الطبيعي للقانون كانا من أكبر العوامل التي أثرت في القانون الروماني ولم يكن للمسيحية سوى دور ضئيل جداً. بينما يتجه الرأي الراجح إلى أن المسيحية كانت ذات تأثير كبير وعميق في القانون الروماني ولم يكن التطور فقط ناتجاً عن التطورات الطبيعية للقانون ولا عن الفلسفة الرواقية بل كانت المسيحية صاحبة التأثير الأعمق ويظهر ذلك بوضوح إما في استحداث نظم قانونية جديدة في القانون الروماني: كنظام النيابة في التعاقد والتوسع في استعمال الاشهاد وكذلك التوسع في استعمال الدعوى الصورية، كما ظهر أثرها في تخفيف آثار بعض النظم القانونية مثل تطبيق القانون الروماني على الأجانب بعد أن كان يطبق على الرومان فقط.